# Avellino (provins)
Provinsen Avellino (it. Provincia di Avellino) er en provins i regionen Campania i det sydlige Italien. Avellino er provinsens hovedby.
Der var 396.940 indbyggere 31.10. 2023.

## Geografi
Provinsen Avellino grænser til:
- i nordøst mod Apulien (provinsen Foggia),
- i sydøst mod Basilicata (provinsen Potenza),
- i syd mod provinsen Salerno,
- i vest mod provinsen Napoli og
- i nordvest mod provinsen Benevento.

## Kommuner
- Aiello del Sabato
- Altavilla Irpina
- Andretta
- Aquilonia
- Ariano Irpino
- Atripalda
- Avella
- Avellino
- Bagnoli Irpino
- Baiano
- Bisaccia
- Bonito
- Cairano
- Calabritto
- Calitri
- Candida
- Caposele
- Capriglia Irpina
- Carife
- Casalbore
- Cassano Irpino
- Castel Baronia
- Castelfranci
- Castelvetere sul Calore
- Cervinara
- Cesinali
- Chianche
- Chiusano di San Domenico
- Contrada
- Conza della Campania
- Domicella
- Flumeri
- Fontanarosa
- Forino
- Frigento
- Gesualdo
- Greci
- Grottaminarda
- Grottolella
- Guardia Lombardi
- Lacedonia
- Lapio
- Lauro
- Lioni
- Luogosano
- Manocalzati
- Marzano di Nola
- Melito Irpino
- Mercogliano
- Mirabella Eclano
- Montaguto
- Montecalvo Irpino
- Montefalcione
- Monteforte Irpino
- Montefredane
- Montefusco
- Montella
- Montemarano
- Montemiletto
- Monteverde
- Montoro
- Morra De Sanctis
- Moschiano
- Mugnano del Cardinale
- Nusco
- Ospedaletto d'Alpinolo
- Pago del Vallo di Lauro
- Parolise
- Paternopoli
- Petruro Irpino
- Pietradefusi
- Pietrastornina
- Prata di Principato Ultra
- Pratola Serra
- Quadrelle
- Quindici
- Rocca San Felice
- Roccabascerana
- Rotondi
- Salza Irpina
- San Mango sul Calore
- San Martino Valle Caudina
- San Michele di Serino
- San Nicola Baronia
- San Potito Ultra
- San Sossio Baronia
- Sant'Andrea di Conza
- Sant'Angelo a Scala
- Sant'Angelo all'Esca
- Sant'Angelo dei Lombardi
- Santa Lucia di Serino
- Santa Paolina
- Santo Stefano del Sole
- Savignano Irpino
- Scampitella
- Senerchia
- Serino
- Sirignano
- Solofra
- Sorbo Serpico
- Sperone
- Sturno
- Summonte
- Taurano
- Taurasi
- Teora
- Torella dei Lombardi
- Torre Le Nocelle
- Torrioni
- Trevico
- Tufo
- Vallata
- Vallesaccarda
- Venticano
- Villamaina
- Villanova del Battista
- Volturara Irpina
- Zungoli

40°54′55″N 14°47′23″Ø / 40.915277777778°N 14.789722222222°Ø